# Vladímir Pulnikov
Volodymyr Pulnikov (en ucraniano: Володимир Пульніков; Kiev, 6 de junio de 1965) es un exciclista ucraniano, profesional desde finales de la década de 1980, proveniente de las categorías inferiores de la Unión Soviética. 
Fue un corredor bastante completo, que consiguió buenos resultados en grandes pruebas por etapas, como por ejemplo la cuarta plaza en el Giro de Italia 1990.

## Palmarés
| 1985 (como amateur) - 1 etapa del Gran Premio Guillermo Tell 1986 (como amateur) - 1 etapa de la Settimana Ciclistica Bergamasca - 1 etapa de la Vuelta a Cuba 1987 (como amateur) - 1 etapa del Tour de Eslovaquia - Settimana Ciclistica Bergamasca, más 2 etapas 1988 (como amateur) - 1 etapa del Giro de las Regiones - 1 etapa del Tour de la CEE 1989 - Clasificación de los Jóvenes del Giro de Italia - 1 etapa de la Settimana Ciclistica Lombarda | 1990 - Clasificación de los Jóvenes del Giro de Italia , más 1 etapa 1991 - 1 etapa del Giro de Italia 1992 - 1 etapa de la Vuelta al País Vasco - Campeonato de Ucrania en Ruta - 1 etapa del Clásico RCN 1994 - 1 etapa del Giro de Italia - Giro del Friuli |

## Resultados en las grandes vueltas
| Carrera              | 1989 | 1990 | 1991 | 1992 | 1993 | 1994 | 1995 | 1996 | 1997 | 1998 |
| -------------------- | ---- | ---- | ---- | ---- | ---- | ---- | ---- | ---- | ---- | ---- |
| Giro de Italia       | 11º  | 4º   | 11º  | Ab.  | 7º   | 11º  | 14º  | 16º  | Ab.  | -    |
| Tour de Francia      | -    | -    | 88.º | -    | 10.º | 10.º | 25.º | Ab.  | -    | -    |
| Vuelta a España      | 31.º | Ab.  | 66.º | 44.º | -    | -    | -    | Ab.  | -    | -    |
| Mundial en Ruta      | Ab.  | Ab.  | -    | -    | -    | Ab.  | -    | -    | Ab.  | -    |
| Mundial Contrarreloj | -    | -    | -    | -    | -    | Ab.  | -    | -    | 21.º | -    |

-: no participa

Ab.: abandono

## Equipos
- Alfa Lum (1989-1990)
- Carrera (1991-1994)
- Telekom (1995)
- TVM (1996)
- Kross Selle Italia (1997-1998)